# Симиџија
Симиџије су били посебна група „црних пекара” или фурунџија, која се првенствено бавила израдом симита, али и другог немасног и масног пецива. Ове занатлије су у почетку у Србији имале самосталан еснаф, а касније су под притиском екмеџија (фурунџија) придружене екмеџијском занату.
Примера ради 1528. године у Новом Пазару је радио само један симиџија, а 1540. године два. То је можда због чињенице да су домаћинства сама пекла хлеб и пециво, а све ашчинице су имале и своје пекаре.

## Назив
Назив ових занатлија потиче од турске речи simit, симид, или арапске речи sämīd која означава округли хлеб.

## Опште информације
Реч занат је арапског порекла и у српском језику је преузета од турске речи sanat и арапске. ṣan̕a што у преводу значи мајсторство или вештина,  у које спада и симџијски занат. Овим и другим занатима у Османском царству  могли су да се баве само људи исламске вероисповести, па је тако било и на простору Балканског полуострва у време вишевековне владавине Осмаског царства.
Симиџије су се бавили израдом источњачког луксузног пецива и посластица од црног брашна, али са посебним додацима (били су то симити или ђевреци, погаче, ћаје, пите и др).   

Симит се обично једе сам или углавном са сиром, a  обично сe продаје по уличним тезгама, колицима или на дрвеном послужавницима са неслаганим симитимаа. 
Свакодневно кад умесе и испеку пециво семиџијски радници ишли по  градским улицама и продавали обичне, слане и неслане кифле и переце, носећи их у плетеним корпама. 
Луксузније пециво (симит или ђеврек) слагали су на  специјално за ту намену направљених округле даске које су носили на глави.
Једно време симиџије су били у сукобу са екмеџијама (пекарима)  због настојања да и они добију дозволу за печење класичног хлеба. Како им то није пошло за руком на крају су се симиџије спојиле са екмеџијама у исти еснаф.

## Израда
Симиџије које су пекле симите или касније сомуне, од грчке речи psomi  што значи хлеб,  а све за потребе продаје, припрему симита почињале су у пекари у касним вечерњим сатима, а завршавле пред зору.
Умешено тесто је прво требало да се добро умеси а онда одлежи у посебним дрвеним калупима све док не  буде спремно за печење.  
Тесто се месило од црног интегралног брашна, али и од белог, просејаног брашна. 
Печење симита вршено је у земљаним фурунама које су у основи округлог или јајастог облика, а били су направљене од ћерпића и блата. За загревање пећи користило се дрво, а жар се одржавао током целог дана.  
Пре стављања теста у фууруну, жар се одвајао са једне стране  како би давао топлоту за печење теста. Жар се касније претворао у ћумур и пепео који је продаван ковачима и сапунџијама.
Неке симиџије су пре стављања теста у фуруни бацали брашно или папир  у фуруну и тако одређивали да ли је топлота задовољавајућа.

## Галерија
- Симиџије су ишли по градовима и продавале симите и друго пециво